# Чурилово (Усвятский район)
Чурилово — деревня в Усвятском районе Псковской области России. Входит в состав Усвятской волости.

## География
Расположена на реке Сенница (притоке реки Ловать), в 22 км к северо-западу от райцентра Усвяты.

## Население
| 2001 | 2002 | 2010 |
| ---- | ---- | ---- |
| 158  | ↗161 | ↘111 |

Численность населения деревни по оценке на начало 2001 года составляла 158 жителей.